# Ten Years Thailand
Ten Years Thailand és una pel·lícula independent distòpica antologia tailandesa del 2018 escrita i dirigida per Aditya Assarat, Wisit Sasanatieng, Chulayarnon Siriphol i Apichatpong Weerasethakul. Basada en el format de la pel·lícula de Hong Kong del 2015 Ten Years, cadascun dels seus quatre segments ofereix la visió especulativa del director sobre una Tailàndia distòpica el 2028. La pel·lícula es va projectar a l'especial secció de projeccions al 71è Festival Internacional de Cinema de Canes. Un cinquè segment, dirigit per Chookiat Sakveerakul, no fou completat per la projecció a Canes.

## Premis
Va guanyar el premi a la millor pel·lícula a la secció Discoveries de la VIII edició de l'Asian Film Festival Barcelona.